# Sportgemeinschaft Dynamo Dresden 2019-2020
Questa voce raccoglie le informazioni riguardanti la Sportgemeinschaft Dynamo Dresden nelle competizioni ufficiali della stagione 2019-2020.

## Stagione
Nella stagione 2019-2020 la Dinamo Dresda, allenato da Cristian Fiél, Heiko Scholz e Markus Kauczinski, concluse il campionato di 2. Bundesliga al 18º posto e fu retrocesso in 3. Liga. In Coppa di Germania la Dinamo Dresda fu eliminato al secondo turno dall'Hertha Berlino.

## Rosa
| N. |                      | Ruolo | Calciatore             |
| -- | -------------------- | ----- | ---------------------- |
| 1  | Germania (bandiera)  | P     | Kevin Broll            |
| 2  | Svezia (bandiera)    | D     | Linus Wahlqvist Egnell |
| 4  | Germania (bandiera)  | D     | Jannis Nikolaou        |
| 5  | Germania (bandiera)  | C     | Dženis Burnić          |
| 6  | Germania (bandiera)  | C     | Marco Hartmann         |
| 7  | Germania (bandiera)  | D     | Niklas Kreuzer         |
| 8  | Rep. Ceca (bandiera) | C     | Josef Hušbauer         |
| 8  | Turchia (bandiera)   | A     | Osman Atilgan          |
| 9  | Germania (bandiera)  | A     | Patrick Schmidt        |
| 10 | Germania (bandiera)  | C     | Marco Terrazzino       |
| 11 | Svezia (bandiera)    | A     | Alexander Jeremejeff   |
| 13 | Danimarca (bandiera) | A     | Simon Makienok         |
| 14 | Rep. Ceca (bandiera) | C     | Ondřej Petrák          |
| 15 | Germania (bandiera)  | D     | Chris Löwe             |
| 17 | Germania (bandiera)  | D     | Maximilian Großer      |
| 17 | Germania (bandiera)  | C     | René Klingenburg       |

| N. |                      | Ruolo | Calciatore                    |
| -- | -------------------- | ----- | ----------------------------- |
| 18 | Germania (bandiera)  | D     | Jannik Müller                 |
| 20 | Germania (bandiera)  | C     | Patrick Ebert                 |
| 21 | Germania (bandiera)  | P     | Tim Boss                      |
| 21 | Germania (bandiera)  | A     | Simon Gollnack                |
| 23 | Germania (bandiera)  | D     | Florian Ballas                |
| 24 | Germania (bandiera)  | P     | Patrick Wiegers               |
| 25 | Ghana (bandiera)     | A     | Godsway Donyoh                |
| 27 | Germania (bandiera)  | P     | Stefan Kiefer                 |
| 28 | Turchia (bandiera)   | C     | Barış Atik                    |
| 29 | Austria (bandiera)   | C     | Sascha Horvath                |
| 31 | Danimarca (bandiera) | D     | Brian Hämäläinen              |
| 34 | Germania (bandiera)  | C     | Justin Löwe                   |
| 35 | Ghana (bandiera)     | A     | Ransford-Yeboah Königsdörffer |
| 36 | Germania (bandiera)  | C     | Max Kulke                     |
| 39 | Germania (bandiera)  | D     | Kevin Ehlers                  |

## Organigramma societario
Area tecnica
- Allenatore: Markus Kauczinski
- Allenatore in seconda: Maximilian Hahn, Heiko Scholz
- Preparatore dei portieri: Brano Arsenović
- Preparatori atletici: Matthias Grahé, Matthias Grahé

## Calciomercato

### Sessione estiva
| Acquisti | Acquisti             | Acquisti          | Acquisti |
| R.       | Nome                 | da                | Modalità |
| -------- | -------------------- | ----------------- | -------- |
| A        | Luka Štor            | Aluminij          |          |
| A        | Alexander Jeremejeff | Häcken            |          |
| P        | Kevin Broll          | Sonnenhof G.      |          |
| C        | Sascha Horvath       | Wacker Innsbruck  |          |
| C        | René Klingenburg     | Preußen Münster   |          |
| D        | Chris Löwe           | Huddersfield Town |          |
| C        | Matthäus Taferner    | Wacker Innsbruck  |          |

| Cessioni | Cessioni         | Cessioni         | Cessioni |
| R.       | Nome             | a                | Modalità |
| -------- | ---------------- | ---------------- | -------- |
| A        | Vasil Kušej      | Wacker Innsbruck |          |
| A        | Lucas Röser      | Kaiserslautern   |          |
| A        | Osman Atilgan    | Hansa Rostock    |          |
| A        | Haris Duljević   | Nîmes            |          |
| C        | Aias Aosman      | Adana Demirspor  |          |
| C        | Rico Benatelli   | St. Pauli        |          |
| A        | Erich Berko      | Darmstadt        |          |
| D        | Dario Đumić      | Utrecht          |          |
| D        | Sören Gonther    | Erzgebirge Aue   |          |
| C        | Marius Hauptmann | Zwickau          |          |

### Sessione invernale
| Acquisti | Acquisti         | Acquisti     | Acquisti |
| R.       | Nome             | da           | Modalità |
| -------- | ---------------- | ------------ | -------- |
| A        | Simon Makienok   | Utrecht      |          |
| C        | Ondřej Petrák    | Norimberga   |          |
| A        | Godsway Donyoh   | Nordsjælland |          |
| C        | Josef Hušbauer   | Slavia Praga |          |
| A        | Patrick Schmidt  | Heidenheim   |          |
| C        | Marco Terrazzino | Friburgo     |          |

| Cessioni | Cessioni          | Cessioni         | Cessioni |
| R.       | Nome              | a                | Modalità |
| -------- | ----------------- | ---------------- | -------- |
| A        | Luka Štor         | Aluminij         |          |
| C        | Patrick Möschl    | Magdeburgo       |          |
| A        | Moussa Koné       | Nîmes            |          |
| C        | Matthäus Taferner | Wacker Innsbruck |          |

## Risultati

### 2. Bundesliga

#### Girone di andata
| Arbitro: | Zwayer |

|  |           |             |
|  | Marcatori | 53’ Dovedan |

| Arbitro: | Willenborg |

|                                                 |           |                      |
| Hofmann 45’, 67’ Burnić 60’ (aut.) Stiefler 80’ | Marcatori | 45’ Horvath 90’ Koné |

| Arbitro: | Alt |

|                          |           |                     |
| Ebert 68’ Jeremejeff 81’ | Marcatori | 89’ (rig.) Thomalla |

| Darmstadt 23 agosto 2019, ore 18:30 CEST 4ª giornata | Darmstadt  | 0 – 0 referto | Dinamo Dresda | Merck-Stadion am Böllenfalltor (14 610 spett.)\| Arbitro: \| Jöllenbeck \| |
| Arbitro:                                             | Jöllenbeck |               |               |                                                                            |

| Arbitro: | Cortus |

|                            |           |                                 |
| Nikolaou 40’, 54’ Koné 85’ | Marcatori | 13’, 29’ Diamantakos 16’ Sobota |

| Arbitro: | Günsch |

|                      |           |                         |
| Blum 79’ Losilla 85’ | Marcatori | 47’ Jeremejeff 63’ Koné |

| Arbitro: | Kempter |

|                     |           |            |
| Koné 55’ Ballas 88’ | Marcatori | 27’ George |

| Arbitro: | Hartmann |

|                                           |           |          |
| Nəzərov 27’ (rig.), 39’ Testroet 45’, 71’ | Marcatori | 18’ Koné |

| Arbitro: | Dingert |

|  |           |                       |
|  | Marcatori | 72’ Korb 89’ Teuchert |

| Arbitro: | Kampka |

|                    |           |  |
| Keita-Ruel 7’, 38’ | Marcatori |  |

| Arbitro: | Zwayer |

|  |           |                |
|  | Marcatori | 63’ Voglsammer |

| Arbitro: | Aarnink |

|                                               |           |                 |
| Hämäläinen 3’ (aut.) Ascacíbar 38’ Mvumpa 84’ | Marcatori | 51’ (rig.) Koné |

| Arbitro: | Petersen |

|                |           |  |
| Jeremejeff 41’ | Marcatori |  |

| Arbitro: | Fritz |

|                         |           |             |
| Kittel 67’ Kinsombi 90’ | Marcatori | 47’ Kreuzer |

| Arbitro: | Günsch |

|            |           |                     |
| Ballas 79’ | Marcatori | 15’ Iyoha 30’ Özcan |

| Arbitro: | Cortus |

|               |           |           |
| Jeremejeff 5’ | Marcatori | 30’ Scheu |

| Arbitro: | Rohde |

|                                  |           |  |
| Heyer 41’ Schmidt 54’ Ajdini 78’ | Marcatori |  |

#### Girone di ritorno
| Arbitro: | Jöllenbeck |

|               |           |  |
| Hack 33’, 53’ | Marcatori |  |

| Arbitro: | Kampka |

|                |           |  |
| Terrazzino 38’ | Marcatori |  |

| Heidenheim an der Brenz 2 febbraio 2020, ore 13:30 CET 20ª giornata | Heidenheim | 0 – 0 referto | Dinamo Dresda | Voith-Arena (12 150 spett.)\| Arbitro: \| Siewer \| |
| Arbitro:                                                            | Siewer     |               |               |                                                     |

| Arbitro: | Bacher |

|                         |           |                              |
| Hušbauer 4’ Schmidt 57’ | Marcatori | 8’ Paik 12’ Kempe 43’ Dursun |

| Amburgo 14 febbraio 2020, ore 18:30 CET 22ª giornata | St. Pauli | 0 – 0 referto | Dinamo Dresda | Millerntor-Stadion (28 980 spett.)\| Arbitro: \| Schlager \| |
| Arbitro:                                             | Schlager  |               |               |                                                              |

| Arbitro: | Koslowski |

|              |           |                         |
| Nikolaou 70’ | Marcatori | 65’ Ganvoula 90’ Janelt |

| Arbitro: | Winkmann |

|              |           |                          |
| Wekesser 63’ | Marcatori | 70’ Schmidt 77’ Makienok |

| Arbitro: | Gräfe |

|                  |           |                |
| Schmidt 44’, 59’ | Marcatori | 6’ Hochscheidt |

| Arbitro: | Gräfe |

|                                   |           |  |
| Ducksch 10’ Guidetti 17’ Prib 45’ | Marcatori |  |

| Arbitro: | Günsch |

|              |           |                |
| Makienok 54’ | Marcatori | 13’ Keita-Ruel |

| Arbitro: | Pfeifer |

|                                               |           |  |
| Clauss 10’ Voglsammer 62’ Klos 65’ Soukou 87’ | Marcatori |  |

| Arbitro: | Cortus |

|  |           |                            |
|  | Marcatori | 18’ Ghaddioui 88’ Čurlinov |

| Arbitro: | Kempkes |

|                     |           |                                           |
| Kyereh 23’ Kuhn 25’ | Marcatori | 9’ (aut.) Franke 44’ Schmidt 88’ Makienok |

| Arbitro: | Schröder |

|  |           |                |
|  | Marcatori | 84’ Pohjanpalo |

| Arbitro: | Ittrich |

|                          |           |  |
| Iyoha 45’ Lauberbach 80’ | Marcatori |  |

| Arbitro: | Kempter |

|  |           |              |
|  | Marcatori | 90’ Hartmann |

| Arbitro: | Reichel |

|                            |           |                        |
| Terrazzino 23’ Schmidt 59’ | Marcatori | 76’ Ouahim 80’ Schmidt |

### Coppa di Germania
| Arbitro: | Weickenmeier |

|  |           |                               |
|  | Marcatori | 37’ Löwe 75’ Burnić 77’ Röser |

| Arbitro: | Stieler |

|                                                |                      |                                       |
| Lukébakio 48’ Duda 85’ (rig.) Torunarigha 120’ | Marcatori            | 36’ Koné 90’ (rig.) Ebert 108’ Štor   |
| Ibišević Darida Dilrosun Rekik Selke Grujić    | Tiri di rigore 5 – 4 | Ebert Horvath Müller Koné Štor Ehlers |

## Statistiche

### Statistiche di squadra
| Competizione      | Punti | In casa | In casa | In casa | In casa | In casa | In casa | In trasferta | In trasferta | In trasferta | In trasferta | In trasferta | In trasferta | Totale | Totale | Totale | Totale | Totale | Totale | DR  |
| Competizione      | Punti | G       | V       | N       | P       | Gf      | Gs      | G            | V            | N            | P            | Gf           | Gs           | G      | V      | N      | P      | Gf     | Gs     | DR  |
| ----------------- | ----- | ------- | ------- | ------- | ------- | ------- | ------- | ------------ | ------------ | ------------ | ------------ | ------------ | ------------ | ------ | ------ | ------ | ------ | ------ | ------ | --- |
| 2. Bundesliga     | 32    | 17      | 5       | 4       | 8       | 19      | 24      | 17           | 3            | 4            | 10           | 13           | 34           | 34     | 8      | 8      | 18     | 32     | 58     | -26 |
| Coppa di Germania | -     | 0       | 0       | 0       | 0       | 0       | 0       | 2            | 1            | 1            | 0            | 6            | 3            | 2      | 1      | 1      | 0      | 6      | 3      | +3  |
| Totale            | 32    | 17      | 5       | 4       | 8       | 19      | 24      | 19           | 4            | 5            | 10           | 19           | 37           | 36     | 9      | 9      | 18     | 38     | 61     | -23 |

### Andamento in campionato
| Giornata  | 1  | 2  | 3  | 4  | 5  | 6  | 7  | 8  | 9  | 10 | 11 | 12 | 13 | 14 | 15 | 16 | 17 | 18 | 19 | 20 | 21 | 22 | 23 | 24 | 25 | 26 | 27 | 28 | 29 | 30 | 31 | 32 | 33 | 34 |
| --------- | -- | -- | -- | -- | -- | -- | -- | -- | -- | -- | -- | -- | -- | -- | -- | -- | -- | -- | -- | -- | -- | -- | -- | -- | -- | -- | -- | -- | -- | -- | -- | -- | -- | -- |
| Luogo     | C  | T  | C  | T  | C  | T  | C  | T  | C  | T  | C  | T  | C  | T  | C  | C  | T  | T  | C  | T  | C  | T  | C  | T  | C  | T  | C  | T  | C  | T  | C  | T  | T  | C  |
| Risultato | P  | P  | V  | N  | N  | N  | V  | P  | P  | P  | P  | P  | V  | P  | P  | N  | P  | P  | V  | N  | P  | N  | P  | V  | V  | P  | N  | P  | P  | V  | P  | P  | V  | N  |
| Posizione | 15 | 18 | 14 | 15 | 14 | 13 | 11 | 12 | 14 | 17 | 17 | 18 | 17 | 17 | 18 | 18 | 18 | 18 | 18 | 18 | 18 | 18 | 18 | 18 | 18 | 18 | 18 | 18 | 18 | 18 | 18 | 18 | 18 | 18 |

Legenda:

Luogo: C = Casa; T = Trasferta. Risultato: V = Vittoria; N = Pareggio; P = Sconfitta.

### Statistiche dei giocatori
!! colspan="4" | Totale

| Giocatore        | 2. Bundesliga | 2. Bundesliga | 2. Bundesliga | 2. Bundesliga | Coppa di Germania B. Atik | Coppa di Germania B. Atik | Coppa di Germania B. Atik | Coppa di Germania B. Atik | 22       | 0    | 4           | 0          | 2 | 0 | 0 | 0 | 24 | 0 | 4 | 0 |
| Giocatore        | Presenze      | Reti          | Ammonizioni   | Espulsioni    | Presenze                  | Reti                      | Ammonizioni               | Espulsioni                | Presenze | Reti | Ammonizioni | Espulsioni |   |   |   |   |    |   |   |   |
| O. Atilgan       | 0             | 0             | 0             | 0             | 0                         | 0                         | 0                         | 0                         | 0        | 0    | 0           | 0          |   |   |   |   |    |   |   |   |
| F. Ballas        | 30            | 2             | 4             | 0             | 2                         | 0                         | 0                         | 0                         | 32       | 2    | 4           | 0          |   |   |   |   |    |   |   |   |
| T. Boss          | 1             | 0             | 0             | 0             | 0                         | 0                         | 0                         | 0                         | 1        | 0    | 0           | 0          |   |   |   |   |    |   |   |   |
| K. Broll         | 33            | 0             | 0             | 0             | 2                         | 0                         | 0                         | 0                         | 35       | 0    | 0           | 0          |   |   |   |   |    |   |   |   |
| D. Burnić        | 22            | 0             | 6             | 0             | 1                         | 1                         | 0                         | 0                         | 23       | 1    | 6           | 0          |   |   |   |   |    |   |   |   |
| G. Donyoh        | 7             | 0             | 1             | 0             | 0                         | 0                         | 0                         | 0                         | 7        | 0    | 1           | 0          |   |   |   |   |    |   |   |   |
| P. Ebert         | 21            | 1             | 12            | 0             | 1                         | 1                         | 1                         | 0                         | 22       | 2    | 13          | 0          |   |   |   |   |    |   |   |   |
| K. Ehlers        | 19            | 0             | 2             | 0             | 1                         | 0                         | 0                         | 0                         | 20       | 0    | 2           | 0          |   |   |   |   |    |   |   |   |
| S. Gollnack      | 0             | 0             | 0             | 0             | 0                         | 0                         | 0                         | 0                         | 0        | 0    | 0           | 0          |   |   |   |   |    |   |   |   |
| M. Großer        | 1             | 0             | 0             | 0             | 0                         | 0                         | 0                         | 0                         | 1        | 0    | 0           | 0          |   |   |   |   |    |   |   |   |
| M. Hartmann      | 11            | 1             | 4             | 0             | 1                         | 0                         | 1                         | 0                         | 12       | 1    | 5           | 0          |   |   |   |   |    |   |   |   |
| S. Horvath       | 23            | 1             | 2             | 0             | 2                         | 0                         | 0                         | 0                         | 25       | 1    | 2           | 0          |   |   |   |   |    |   |   |   |
| J. Hušbauer      | 10            | 1             | 2             | 0             | 0                         | 0                         | 0                         | 0                         | 10       | 1    | 2           | 0          |   |   |   |   |    |   |   |   |
| B. Hämäläinen    | 18            | 0             | 3             | 0             | 2                         | 0                         | 1                         | 0                         | 20       | 0    | 4           | 0          |   |   |   |   |    |   |   |   |
| A. Jeremejeff    | 23            | 4             | 1             | 0             | 1                         | 0                         | 0                         | 0                         | 24       | 4    | 1           | 0          |   |   |   |   |    |   |   |   |
| S. Kiefer        | 0             | 0             | 0             | 0             | 0                         | 0                         | 0                         | 0                         | 0        | 0    | 0           | 0          |   |   |   |   |    |   |   |   |
| R. Klingenburg   | 25            | 0             | 6             | 0             | 1                         | 0                         | 0                         | 0                         | 26       | 0    | 6           | 0          |   |   |   |   |    |   |   |   |
| M. Koné          | 16            | 6             | 1             | 0             | 2                         | 1                         | 0                         | 0                         | 18       | 7    | 1           | 0          |   |   |   |   |    |   |   |   |
| N. Kreuzer       | 19            | 1             | 3             | 1             | 2                         | 0                         | 1                         | 0                         | 21       | 1    | 4           | 1          |   |   |   |   |    |   |   |   |
| M. Kulke         | 6             | 0             | 0             | 0             | 0                         | 0                         | 0                         | 0                         | 6        | 0    | 0           | 0          |   |   |   |   |    |   |   |   |
| V. Kušej         | 0             | 0             | 0             | 0             | 0                         | 0                         | 0                         | 0                         | 0        | 0    | 0           | 0          |   |   |   |   |    |   |   |   |
| R. Königsdörffer | 7             | 0             | 1             | 0             | 0                         | 0                         | 0                         | 0                         | 7        | 0    | 1           | 0          |   |   |   |   |    |   |   |   |
| C. Löwe          | 21            | 0             | 2             | 1             | 1                         | 1                         | 0                         | 0                         | 22       | 1    | 2           | 1          |   |   |   |   |    |   |   |   |
| J. Löwe          | 1             | 0             | 0             | 0             | 0                         | 0                         | 0                         | 0                         | 1        | 0    | 0           | 0          |   |   |   |   |    |   |   |   |
| S. Makienok      | 9             | 3             | 0             | 1             | 0                         | 0                         | 0                         | 0                         | 9        | 3    | 0           | 1          |   |   |   |   |    |   |   |   |
| P. Möschl        | 4             | 0             | 0             | 0             | 1                         | 0                         | 0                         | 0                         | 5        | 0    | 0           | 0          |   |   |   |   |    |   |   |   |
| J. Müller        | 24            | 0             | 7             | 1             | 2                         | 0                         | 0                         | 0                         | 26       | 0    | 7           | 1          |   |   |   |   |    |   |   |   |
| J. Nikolaou      | 30            | 3             | 5             | 1             | 2                         | 0                         | 0                         | 0                         | 32       | 3    | 5           | 1          |   |   |   |   |    |   |   |   |
| O. Petrák        | 13            | 0             | 6             | 0             | 0                         | 0                         | 0                         | 0                         | 13       | 0    | 6           | 0          |   |   |   |   |    |   |   |   |
| L. Röser         | 2             | 0             | 0             | 0             | 1                         | 1                         | 0                         | 0                         | 3        | 1    | 0           | 0          |   |   |   |   |    |   |   |   |
| P. Schmidt       | 15            | 6             | 1             | 1             | 0                         | 0                         | 0                         | 0                         | 15       | 6    | 1           | 1          |   |   |   |   |    |   |   |   |
| Y. Stark         | 0             | 0             | 0             | 0             | 0                         | 0                         | 0                         | 0                         | 0        | 0    | 0           | 0          |   |   |   |   |    |   |   |   |
| M. Taferner      | 4             | 0             | 1             | 0             | 0                         | 0                         | 0                         | 0                         | 4        | 0    | 1           | 0          |   |   |   |   |    |   |   |   |
| M. Terrazzino    | 14            | 2             | 2             | 0             | 0                         | 0                         | 0                         | 0                         | 14       | 2    | 2           | 0          |   |   |   |   |    |   |   |   |
| L. Wahlqvist     | 25            | 0             | 3             | 0             | 1                         | 0                         | 0                         | 0                         | 26       | 0    | 3           | 0          |   |   |   |   |    |   |   |   |
| P. Wiegers       | 0             | 0             | 0             | 0             | 0                         | 0                         | 0                         | 0                         | 0        | 0    | 0           | 0          |   |   |   |   |    |   |   |   |
| L. Štor          | 11            | 0             | 0             | 0             | 1                         | 1                         | 0                         | 0                         | 12       | 1    | 0           | 0          |   |   |   |   |    |   |   |   |